# Luozi
Luozi är ett territorium i Kongo-Kinshasa. Det ligger i provinsen Kongo-Central, i den västra delen av landet, 150 km sydväst om huvudstaden Kinshasa.